# ازبراسلاو
زبراسلاو (به لاتین: Zbraslav) یک منطقهٔ مسکونی در جمهوری چک است که در پراگه ۵ واقع شده‌است. زبراسلاو ۹٬۶۵۸ نفر جمعیت دارد.